# Арамашево
Арама́шево (рос. Арамашево) — село у складі Алапаєвського міського округу (Верхня Синячиха) Свердловської області.
Населення — 713 осіб (2010, 811 у 2002).
Національний склад населення станом на 2002 рік: росіяни — 98 %.